# Pleuronichthys
Pleuronichthys is een geslacht van straalvinnige vissen uit de familie van schollen (Pleuronectidae).

## Soorten
- Pleuronichthys coenosus Girard, 1854
- Pleuronichthys cornutus (Temminck & Schlegel, 1846)
- Pleuronichthys decurrens Jordan & Gilbert, 1881
- Pleuronichthys japonicus Suzuki, Kawashima & Nakabo, 2009
- Pleuronichthys ocellatus Starks & Thompson, 1910
- Pleuronichthys ritteri Starks & Morris, 1907
- Pleuronichthys verticalis Jordan & Gilbert, 1880